# 兰州石化职业技术大学
兰州石化职业技术大学是位于中华人民共和国甘肃省兰州市的一所公办本科层次高等职业学校。肇始于1956年，1999年，成立专科层次的兰州石化职业技术学院，为甘肃省第一所職業技術學院，期间，学校曾获列为中华人民共和国首批28所国家示范性职业技术学院之一；并于2021年合并独立学院西北师范大学知行学院及甘肃能源化工职业学院，建立本科层次的職業技能型高校兰州石化职业技术大学，成为中华人民共和国首批职业大学。

## 历史
其前身为始建于1956年3月的中華人民共和國石油工業部兰州石油学校和化工部兰州化工学校:812-813，以及1978年成立的兰炼职工大学、兰化职工大学等学校:817。1984年，兰州石油学校、兰州化工学校由中国石化总公司直接领导，1997年，兰州石油学校、兰州化工学校并为兰州石油化工学校，而兰炼职工大学、兰化职工大学则合并为兰州石化职工大学，并于1999年合并成立兰州石化职业技术学院，成为甘肃省第一所独立设置的高等职业技术学院，该职院與兰州石油化工学校兩塊牌子同時運行。2000年，学校归属甘肃省人民政府主管；2010年，经甘肃省人民政府批准，甘肃工业技师学院在兰州石化职业技术学院校内成立；2021年，该校与1999年成立的西北师范大学知行学院、2016年成立的甘肃能源化工职业学院二校合并，组建本科层次的兰州石化职业技术大学；并于当年9月9日挂牌成立。

## 现况
兰州石化职业技术大学本部位于兰州市西固区，另外在兰州新区及白银市设有分校区，占地面积2,600亩；该校现建有85个校内实训基地、238个校外实训实习基地。拥有本专科及中专生约2.6万人，分布在13个本科专业、77个高职专业及17个中职专业内。学校也致力于培养石油化工、天然气化工及煤化工领域内合格的技术技能型人才，以发展化工专业见长；除了石油化工产业相关的专业外，学校也适时发展了智能制造、物联网、服务业新商科等领域相关的专业。